# 長崎游泳協会
長崎游泳協会（ながさきゆうえいきょうかい）は長崎市に本拠を置く特定非営利活動法人。市民皆泳を目的に児童生徒の水泳指導及び小堀流踏水術の伝承に努め、指導及び普及を図り、水泳の振興と心身の健康維持増進に資することを目的とする。

## 沿革
- 1902年-東洋日の出新聞社社長鈴木天眼、柔道家の西郷四郎らにより、新聞刊行の記念事業として瓊浦（けいほ）游泳協会として設立される。瓊浦は長崎の別称。道場を長崎港入り口の皇后島（通称ねずみ島）に置き、児童生徒への水泳指導を行う。
- 1913年-長崎游泳協会に改称。
- 1973年-長崎港の開発にともない、道場をねずみ島から長崎市松山町の市民総合プールへ変更する。教室の運営も長崎市教育委員会主催となる。
- 1982年-長崎大水害のため、創立80周年記念行事を翌年に延期する。
- 2004年-特定非営利活動法人として法人格を取得。

## 活動内容
- 夏季水泳教室の指導
- 遠泳

ねずみ島時代の深堀遠泳に始まり、橘湾遠泳等を経て現在は大村湾にて実施されている。
- 大名行列

小堀流踏水術を修めた熊本藩（肥後藩）の藩士が参勤交代の折、人足の手を借りずに大井川を渡ったとの伝承を再現したもので、協会の指導員や夏季水泳教室の生徒たちが、殿様御輿、お姫様御輿を担いで泳ぐというもの。ねずみ島時代は、小さな島が2万人もの見物客であふれかえったという。道場をプールに移してからしばらくは休止されていたが、1983年（昭和58年）に復活。以後毎年行われている。